# Luiz Renato Viana da Silva
Luiz Renato Viana da Silva, auch Renatinho genannt, (* 10. Januar 1982 in Nova Iguaçu) ist ein ehemaliger brasilianischer Fußballspieler.

## Karriere
Renatinho spielte in seiner brasilianischen Heimat für den Rio Claro FC. 2000 unterschrieb er einen Vertrag beim japanischen Erstligisten Kawasaki Frontale. 2000 erreichte er das Finale des J.League Cup. Am Ende der J1 League 2000 stieg der Verein in die zweite Liga ab. 2002 kehrte er nach Brasilien zurück und unterschrieb einen Vertrag bei FC Santos. Mit Santos wurde er 2002 brasilianischer Meister. Danach spielte er bei Friburguense AC und Olaria AC.

## Erfolge
FC Santos
- Brasilianischer Meister: 2002